# 久住昌之
久住 昌之（くすみ まさゆき、1958年〈昭和33年〉7月15日 - ）は、日本の漫画原作者・漫画家・エッセイスト・イラストレーター・装丁家・作曲家。男性。東京都三鷹市出身。泉晴紀とともに泉昌之（いずみ まさゆき）としてコンビを組んだり、実弟の久住卓也とともにQ.B.B.としてコンビを組んで、作品を発表した。漫画業の他にも、デザイン・音楽など幅広い活動を行う。

## 経歴・人物
東京都立神代高等学校、法政大学社会学部卒業。大学在学中から美術や音楽活動に興味を持ち、美学校に通い、赤瀬川原平に師事した。また、南伸坊などと知り合う。1981年には、美学校の同期生、泉晴紀とコンビを組み、「泉昌之」として『ガロ』誌に漫画を持ち込み、漫画家デビューする。
また、写真家・滝本淳助とのコンビによる『写真四コマ漫画』も発表。滝本とはその後も交友が続き、彼の異常な価値観を描いた『タキモトの世界』を刊行。さらにテレビ朝日『タモリ倶楽部』のミニコーナー「東京トワイライトゾーン」で滝本とともにレギュラー出演（師の赤瀬川が確立したトマソンに類似した物件を紹介した）、滝本と共著で1989年に書籍『タモリ倶楽部 東京トワイライトゾーン』（日之出出版）も出版された。また、滝本や周辺の人が見た不思議な夢を聞き集めて、久住が絵に描いた『夢蔵』のような漫画家の「東陽片岡」がそのペンネームを決める切っ掛けとなった夢も収録されている作品なども執筆している。
1985年、初の単独著作『近くに行きたい 舞台は江ぐちというラーメン屋』を上梓。学生時代からいきつけにしていた三鷹駅前のラーメン屋「江ぐち」を舞台にしている。
平行してデザインや装丁・エッセイの仕事でも活躍。河出書房新社の「カワデ・パーソナル・コミックス」の装丁を手がけた。 また、大友克洋『童夢』の豪華本の装丁も手掛けている。
また、実弟の絵本作家・久住卓也との2人からなる漫画家ユニット「Q.B.B.」（Qusumi Brothers Bandの略。昌之が原作で、卓也が作画を担当）でも活動。『月刊漫画ガロ』にて1994年から1997年（『ガロ』休刊後、『アックス』に掲載）まで連載された『中学生日記』（青林工藝舎）で第45回文藝春秋漫画賞を受賞した。また、同作品は2006年に山下敦弘監督により短編映画化され、その映画のDVDには『中学生日記』の新作漫画が添付されている。
谷口ジローとのコンビによる漫画『孤独のグルメ』は、イタリア・フランス・スペイン・イギリス・ブラジル等で翻訳出版、2012年にはテレビドラマ化され、久住は一部音楽も担当、さらにミニコーナーや各シーズン最終話に出演もしている。また水沢悦子の作画による『花のズボラ飯』もヒットし、2012年にテレビドラマ化され、こちらも音楽を担当、九墨正雪名義で出演もしている。
他に、江口寿史の元アシスタントである漫画家・河野哲郎とのコンビ作もある。河野のアメリカ漫画的な絵柄をいかした、アメリカほら話的なテイストの作品を書いている。
バンド活動も学生時代から行っており、楳図かずおの“まことちゃん”のバンドにも参加する他、自身のバンド「モダン・ヒップ」ソロ名義での「ミュージコミクス」The Screen Tones名義の「孤独のグルメ」でCDリリースなども行っている。

## 作品リスト

### 単著
- 近くへ行きたい。秘境としての近所 舞台は“江ぐち”というラーメン屋（はまの出版、1985年1月） のち『小説中華そば「江ぐち」』と改題して新潮OH!文庫、のち『孤独の中華そば「江ぐち」』と改題して牧野出版から増補版
- ある純情青年の風俗十番勝負（はまの出版、1985年7月）
- 動物の人達 図鑑絵本（白泉社、1985年7月）
- 久住昌之の人生読本（角川文庫、1986年4月）
- HE-SO bookへその素（ビクター音楽産業、1990年8月）
- 久住昌之のハイテクがなんだ!（ダイヤモンド社、1992年6月）
- 歩く人（マガジンハウス、1993年2月）
- 夢蔵 Super dream collection（情報センター出版局、1995年5月） のち「Mangum」と改題して情報センター出版局から再刊、1998年7月
- えっ、そりゃないぜ!久住昌之のパソコン奮戦記（ソフトバンク出版事業部、1995年1月）
- コンプレックス・パワー マイナスをプラスに変える驚異の外見学（はまの出版、1996年11月）
- 工夫癖（双葉社、1999年7月）
- 馬鹿でよかった（演劇ぶっく社、2000年9月）
- 月刊たくさんのふしぎ 2003年9月号 大根はエライ 久住昌之 文・絵（福音館、2003年） のち『大根はエライ (たくさんのふしぎ傑作集)』、2018年
- 工夫貧乏のシアワセ（双葉社、2003年10月）
- 食い意地クン（二見書房、2004年12月） のち新潮文庫
- じゃがいもコロコロ 教育画劇のかみしばい（教育画劇、2006年1月）
- いただきます（ポプラ社、2007年3月）
- 野武士のグルメ（晋遊舎、2009年2月）
- 昼のセント酒（カンゼン、2011年12月）
- ひとり家飲み通い呑み（日本文芸社、2012年1月）
- ちゃっかり温泉（カンゼン、2012年12月）
- 久住昌之のこんどは山かい!?関東編（山と渓谷社、2013年4月）
- ふらっと朝湯酒（カンゼン、2014年1月）
- ひとり飲み飯 肴かな（日本文芸社、2015年6月） のち文庫
- 東京都三多摩原人（朝日新聞出版、2016年1月）
- 野武士、西へ〜二年間の散歩（集英社、2016年3月）
- ニッポン線路つたい歩き（カンゼン、2017年5月）
- 線路つまみ食い散歩（カンゼン、2018年5月）
- 面（ジャケ）食い（光文社、2020年12月）
- 麦ソーダの東京絵日記（扶桑社、2021年7月）
- 勝負の店（光文社、2022年9月）
- 久住昌之の終着駅から旅さんぽ（天夢人、2023年2月20日）ISBN 978-4-6358-2449-1[2]
- すきなえ 久住昌之イラスト画集（玄光社、2023年7月19日）ISBN 978-4-7683-1800-3[3]
- 新・佐賀漫遊記（わたしの旅ブックス）（産業編集センター、2024年6月）
- これ喰ってシメ!（カンゼン、2024年7月）

### 共著（Q.B.B.名義）
- 英三＝金星人説（青林堂、1990年7月）
- 幼稚大先生タケマン（河出書房新社、1991年5月）
- とうとうロボが来た!!（青林堂、1994年9月）
- 中学生日記 一生で一番ダサイ季節（青林工藝舎、1998年11月）
- 幼稚なotona（青林堂、2000年10月）
- ヨーチA 1（青林堂、2001年8月）
- 新・中学生日記 1 - 8（青林工藝舎、2002年 - 2008年）
- 古本屋台（集英社、2018年4月）
- 古本屋台２（本の雑誌社、2024年2月）

### 共著（その他）
- 写真四コマ漫画（久住昌之 作 滝本淳助 撮影 白夜書房、1984年7月）
- イミテーションデス マンガ冗談・知識 1970 - 1988（伊達めがね、久住昌之 著 大陸書房、1988年6月）
- タモリ倶楽部 東京トワイライトゾーン（久住昌之、滝本淳助 著 日之出出版、1989年5月）
- イミテーションデス 1989年度版（伊達めがね、久住昌之 著 大陸書房、1989年5月）
- タキモトの世界（久住昌之 作 滝本淳助 写真 太田出版、1992年3月）
- イケイケの人々 今どきの若者観察学的市場動向予測調査報告（久住昌之 作、泉晴紀 画、東京マーケティング研究会 共編 マガジンハウス、1992年）
- 脳天記（加藤総夫、久住昌之 共著 扶桑社、1992年7月） のち、『脳天観光』と改題して扶桑社文庫。
- 全身ヒラ社員 昇進確率0%（久住昌之、東京マーケティング研究会 著 ぶんか社、1995年6月）
- 孤独のグルメ（久住昌之 原作 谷口ジロー 絵 扶桑社、1997年10月） のち扶桑社文庫
- 大提案 こんな商品がほしい、世の中のここを変えたい（久住昌之、まついなつき 双葉社、2000年10月）
- みるみるわかる 誰も教えてくれなかった!! IT用語のツボ（今泉大輔 文 久住昌之 絵 技術評論社、2001年6月）
- ワンファインデイ 明日は、きっと晴れる。（久住昌之 原作 河野哲郎 絵 ブルース・インターアクションズ、2001年12月）
- 散歩もの（久住昌之 原作、谷口ジロー 絵 フリースタイル、2006年3月）
- ならばせ入道と毛坊主（ボーズ） 現代の妖怪（久住昌之 作、泉晴紀 画 ワニ・プラス、2010年）
- 花のズボラ飯（久住昌之 原作、水沢悦子 漫画 秋田書店、2010年12月）
- 1円くんと五円じい ひみつのちていおんせん（久住昌之 著、久住卓也 イラスト ポプラ社、2011年6月）
- 花のズボラ飯 うんま〜いレシピ―なぜ、ズボラ料理なのに泣くほどうまいのか（久住昌之 監修、水沢悦子 イラスト、主婦の友社、2011年10月）
- 1円くんと五円じい かいぞく あらわる！（久住昌之 著、久住卓也 イラスト ポプラ社、2011年11月）
- ひとり家飲み通い呑み（久住昌之 著・イラスト、久住卓也 イラスト、日本文芸社、2012年1月）
- ヨーチA（久住昌之 著、久住卓也 イラスト 秋田書店、2012年12月）
- 1円くんと五円じい ぶるぶるかいじゅうえんそく（久住昌之 著、久住卓也 イラスト ポプラ社、2013年6月）
- 漫画版 野武士のグルメ（久住昌之 原作、土山しげる 画 幻冬舎、2014年3月）
- 百合子のひとりめし（久住昌之 原作、ナカタニD. 画 復刊ドットコム、2014年10月）
- 滝本夢絵日記（滝本淳助 著,久住昌之 聞き手 ポット出版、2015年2月）
- 荒野のグルメ（久住昌之 原作、土山しげる 画 日本文芸社、2015年4月）
- のの湯（久住昌之 原案協力、釣巻和 画 秋田書店、2015年6月）
- サチのお寺ごはん（久住昌之 原作協力、青江覚峰 監修、かねもりあやみ 画 秋田書店、2015年11月）
- 昼のセント酒（久住昌之 作、魚乃目三太 作画、幻冬舎、2016年4月）
- ハミングバード・ベイビーズ（久住昌之 作、朔田浩美 作画、集英社、2017年5月）
- こどものグルメ（久住昌之 作、安倍吉俊 作画、パピレス、2017年7月）
- 旅の肴 〜十返舎一九 浮世道中 旅がらす〜（久住昌之 作、魚乃目三太 作画、幻冬舎、2017年7月）
- これ喰ってシメ!（全2巻 久住昌之 作、武田すん 作画、日本文芸社、2018年6月29日号 - 2019年11月29日号）
- おにぎり もって（久住昌之 著、久住卓也 イラスト、小学館、2019年11月）
- 三大怪獣グルメ（ほりのぶゆき 作画、河崎実 原作、久住昌之 監修、竹書房、2020年5月）

### CD
- 「ミュージコミクス」地底レコードB51F
- 「孤独のグルメO・S・T」w/スクリーントーンズ 地底レコードB54F

### オリジナルビデオ
- ギニーピッグ3 戦慄! 死なない男（監督）1986年
- 女狐怪奇伝説　妖女メロン（監督）1987年
- 実写版 ダンドリくん（原作・構成・出演）1992年

### 作曲
- おもちゃのブルース（おかあさんといっしょ 今月の歌）2015年9月

### 映画
- 三大怪獣グルメ（監修）2020年

### アニメ
- iichiko story（episode 2 「野の花は海へ」原作・脚本）2022年[4]

## 出演

### テレビドラマ
- 孤独のグルメ（テレビ東京）
  - コーナー「ふらっとQUSUMI」（レギュラー回）
  - Season1 最終話（2012年3月22日） - カウンター男性客 役
  - Season2 最終話（2012年12月26日） - 久住さん 役
  - Season3 最終話（2013年9月25日） - 久住さん 役
  - Season4 最終話（2014年9月24日） - 久住さん 役
  - Season5 最終話（2015年12月19日） - 久住さん 役
  - Season6 最終話（2017年7月1日） - 酔っ払い客 役
  - Season7
    - 最終話（2018年6月30日） - ミュージシャン（The Screen Tonesのメンバー）役
    - 特別編（2018年12月31日） - 久住さん 役[5]

  - Season8 最終話（2019年12月21日） - 久住さん 役
  - 2020 大晦日スペシャル 〜俺の食事に密はない、孤独の花火大作戦!〜（2020年12月31日） - 久住さん 役
  - 2021 大晦日スペシャル〜激走！絶景絶品・年忘れロードムービー〜（2021年12月31日） - 久住さん 役
  - Season10 最終話（2022年12月24日） - 久住さん 役
  - それぞれの孤独のグルメ 第11話（2024年12月14日） - 久住昌之（本人） 役[6]
- 花のズボラ飯（2012年10月、毎日放送） - 本屋の店長 役 ※九墨正雪名義

### テレビ番組
- タモリ倶楽部（テレビ朝日） - ミニコーナー「東京トワイライトゾーン」（1988年3月5日 - 1990年5月26日）、不定期出演
- NHK俳句（2018年6月17日、Eテレ）題「夏料理」[7]
- 天皇のディナー〜歴史を動かした美食〜（2019年12月30日、NHK BSプレミアム）[8]
- 久住昌之のニッポン箸休めさんぽ（2021年3月16日・4月28日、2022年3月29日 - 2025年1月26日、BS12 トゥエルビ）共演：奥山かずさ（#1–#25、#46–#55）、工藤綾乃（#26–#45）[9][注 2]
- 豊崎愛生と漫画とグルメ（2021年5月30日、日テレプラス） - ゲスト[35]
- アンクルQusumiのあうっていいナ（2025年4月6日 - 、BSテレ東）[36]

### ラジオ
- 上柳昌彦・山瀬まみ ごごばん!フライデースペシャル（2012年12月7日、ニッポン放送） - 14時台コーナー「ごごばん!トークセッション」ゲスト

### 映画
- あまっちょろいラブソング 『INDEPENDENCE DAY 吉祥寺』公認映画（2010年9月4日） - 結婚式の司会者、平野：元バンドマン 役